# Friedrich und die Seinen in der Schlacht bei Hochkirch
Friedrich und die Seinen in der Schlacht bei Hochkirch ist ein Gemälde von Adolph von Menzel.
Menzel fertigte das Gemälde zwischen 1850 und 1856 an. Sujet des Werkes ist die preußische Niederlage in der Schlacht bei Hochkirch am 14. Oktober 1758. Es zeigt die preußischen Truppen bei der verzweifelten Abwehr des nächtlichen österreichischen Überraschungsangriffs. Annähernd mittig ist König Friedrich II. zu erkennen, der auf den Betrachter zugaloppiert und versucht die Gegenwehr zu organisieren. Die Themenwahl stieß beim zeitgenössischen Publikum auf Unverständnis, denn der ungünstige Ausgang der Schlacht resultierte aus mangelnder Vorsicht des preußischen Königs bei der Wahl des Lagerplatzes.
Menzel wich in seiner Darstellung von der Tradition der klassischen Schlachtenmalerei deutlich ab, die den Feldherrn im Vordergrund symbolisch überhöht als Schlachtenlenker darstellte, während im Hintergrund anonyme Schlachtenreihen aufmarschierten. Im Vordergrund des Gemäldes nehmen hier hingegen die Soldaten die bedeutendere Position ein. Für die zeitgenössische Kritik konnte so die historische Größe des Preußenkönigs nicht angemessen dargestellt werden. Gelobt wurden hingegen Realitätsgehalt und Monumentalität des Werkes. 1867 wurde es auf der Pariser Weltausstellung präsentiert.
1905 schenkte Kaiser Wilhelm II. der Kirchengemeinde Hochkirch eine Reproduktion des Gemäldes.
Das Original verbrannte vermutlich am Ende des Zweiten Weltkriegs im Berliner Friedrichshainbunker.